# Saint-Laurent-du-Pape
Saint-Laurent-du-Pape là một xã ở tỉnh Ardèche, vùng Auvergne-Rhône-Alpes ở đông nam nước Pháp.